# Escrita mahajani
Mahajani é uma antiga escrita Laṇḍā , um abugida, que também apresenta características de alfabeto,  que já foi usado pela língua marwari , Hindi pela língua punjabe.  A escrita Mahajani ainda não está completamente classificada no padrão ISO 15924, por falta de mais informações.

## Utilização
A Mahajani foi uma escrita de uso comercial (महाजन mahajana é a palavra Hindi para banqueiro) usada no norte da Índia até meados do século XX, com utilização também em escolas de atividades mercantis.
A palavra ‘mahajani’ é por vezes aplicada para estilos particulares de escrita mercantil. Assim, Mahajani Guzerate indica a a escrita Guzerate usada pelo que falam essa língua e, aí, as características da escrita pode variar de local para local.

## Características
Mahajani pode funcionar com um alfabeto, mas também apresenta características de abugida.  Teoricamente cada consoante carrega uma vogal inerente, mas não há diacríticos para marcar qual é a vogal, de modo que cada consoante pode também ser usada para identificar os sons vogais que a seguem - [i], [i:], [u], [u:], [e], [o], [ai], [au]. Há, porém, letras vogais independente que podem ser escritas após a consoante indicando tanto a vogal Segundo a consoante ou smo indicar a vogal que segue a inerente à consoante. Assim, a sequência ka + o pode representar tanto  [ko] ou [kao].
Grupos consonantais podem também apresentar ambiguidades na escrita. Não nenhuma virama (diacrítico típico das escritas bramis) perceptível para cancelar uma vogal inerente a uma consoante e, assim, duas consoante formando um som combinado são simplesmente representados pelas duas consoantes convencionais juntas. Assim, a sequencia ka + ra pode representar tanto [kra] como[kara]. O valor fonética de cada consoante deve ser inferido num nível de morfologia.

## Referência externa
- Mahajani em scripttsource.org